# Cariamiformes
Cariamiformes  (o Cariamae) es un clado de aves principalmente terrestres del que solo sobreviven dos especies de la familia Cariamidae, pero que ha existido por más de 60 millones de años. Además de las seriemas o chuñas actuales, el grupo incluye a las familias extintas Phorusrhacidae (aves del terror), Bathornithidae, Idiornithidae y Ameghinornithidae. Aunque tradicionalmente se consideró que la familia Cariamidae se encontraba dentro de las Gruiformes, tanto los estudios morfológicos como los genéticos muestran que pertenecen a un grupo separados de aves, las Australaves, cuyos otros miembros vivientes son los Falconidae, Psittaciformes y Passeriformes.
Esta propuesta ha sido confirmada por un estudio publicado en 2014 de genomas completos de 48 especies representativas de aves. Este análisis muestra que los Cariamiformes son basales entre las australaves modernas, mientras que los halcones son las siguientes en grado; combinado con el hecho de que las dos ramas más basales de las Afroaves (Cathartiformes o buitres americanos más los Accipitriformes, y los Strigiformes) son también depredadores, se infiere entonces que el ancestro común de las 'aves terrestres' (Telluraves) era un superdepredador. Sin embargo, algunos investigadores como Darren Naish consideran que esta afirmación está sesgada hacia los representantes depredadores y mejor conocidos de este clado, y ciertamente al menos un género, Strigogyps, parece haber sido herbívoro.
El miembro inequívoco más antiguo conocido de este grupo es el taxón del Paleoceno Paleopsilopterus itaboraiensis. Un fémur aislado encontrado en el miembro Cape Lamb de la Formación López de Bertodano, Isla Vega, en la Antártida fue descrito brevemente como perteneciente a un cariamiforme en 2006. Este espécimen, el cual data de finales del período Cretácico hace unos 66 millones de años, fue descrito en principio como indistinguible de los fémures de las actuales seriemas, siendo de un ave grande de un metro de altura. A juzgar por su antigüedad y su localización geográfica, esta especie aún innombrada se consideró como próxima a los ancestros de los grupos Cariamidae y Phorusrhacidae. Sin embargo, un estudio posterior publicado por West et al. (2019) reinterpretó este espécimen como un fósil de una especie sin nombrar de un ave grande no cariamiforme, el género Vegavis.
Los estudios filogenéticos moleculares han mostrado que los Cariamiformes son basales con respecto a los Falconiformes, Psittaciformes y Passeriformes:
|  | Falconiformes – halcones                                                           |
|  |                                                                                    |
|  | \| \| Psittaciformes – loros \| \| \| \| \| \| Passeriformes – pájaros \| \| \| \| |
|  |                                                                                    |
|  | Psittaciformes – loros                                                             |
|  |                                                                                    |
|  | Passeriformes – pájaros                                                            |
|  |                                                                                    |

|  | Psittaciformes – loros  |
|  |                         |
|  | Passeriformes – pájaros |
|  |                         |

|  | Falconiformes – halcones                                                           |
|  |                                                                                    |
|  | \| \| Psittaciformes – loros \| \| \| \| \| \| Passeriformes – pájaros \| \| \| \| |
|  |                                                                                    |
|  | Psittaciformes – loros                                                             |
|  |                                                                                    |
|  | Passeriformes – pájaros                                                            |
|  |                                                                                    |

|  | Psittaciformes – loros  |
|  |                         |
|  | Passeriformes – pájaros |
|  |                         |

|  | Falconiformes – halcones                                                           |
|  |                                                                                    |
|  | \| \| Psittaciformes – loros \| \| \| \| \| \| Passeriformes – pájaros \| \| \| \| |
|  |                                                                                    |
|  | Psittaciformes – loros                                                             |
|  |                                                                                    |
|  | Passeriformes – pájaros                                                            |
|  |                                                                                    |

|  | Psittaciformes – loros  |
|  |                         |
|  | Passeriformes – pájaros |
|  |                         |

|  | Falconiformes – halcones                                                           |
|  |                                                                                    |
|  | \| \| Psittaciformes – loros \| \| \| \| \| \| Passeriformes – pájaros \| \| \| \| |
|  |                                                                                    |
|  | Psittaciformes – loros                                                             |
|  |                                                                                    |
|  | Passeriformes – pájaros                                                            |
|  |                                                                                    |

|  | Psittaciformes – loros  |
|  |                         |
|  | Passeriformes – pájaros |
|  |                         |